# Neanias squamatus
Neanias squamatus är en insektsart som beskrevs av Brunner von Wattenwyl 1888. Neanias squamatus ingår i släktet Neanias och familjen Gryllacrididae. Inga underarter finns listade i Catalogue of Life.